# Bredene Koksijde Classic

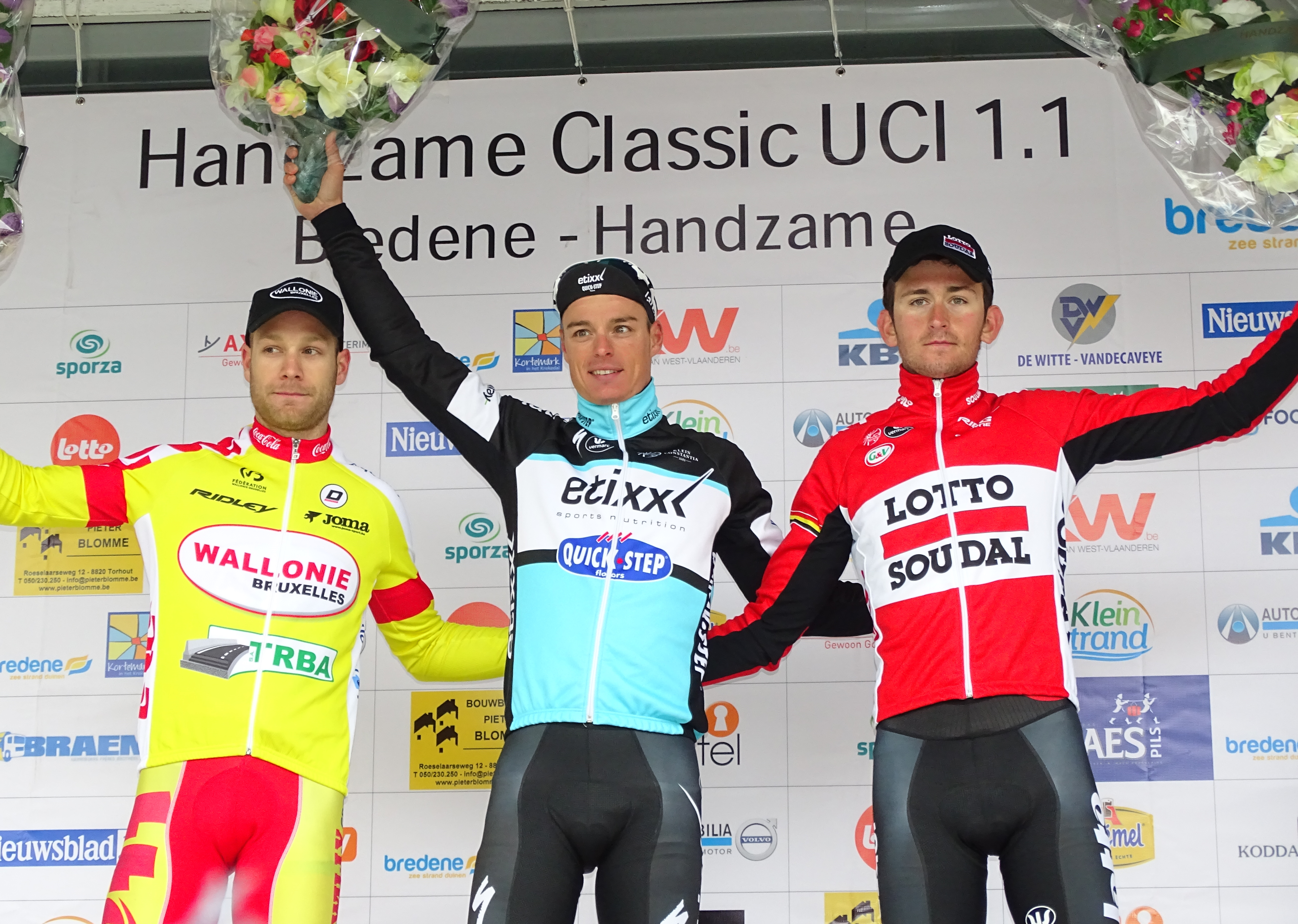
Siegerehrung 2015: Antoine Demoitié (2), Gianni Meersman (1) & Tiesj Benoot (3)

Das Bredene Koksijde Classic (bis 2018 Handzame Classic) ist ein belgisches Straßenradrennen, das seit 2011 ausgetragen wird.

## Organisation und Geschichte
Das Eintagesrennen findet in der Region Flandern statt und war zunächst Bestandteil der UCI Europe Tour und in die Kategorie 1.1 und seit 2017 in die hors categorie eingeordnet. Im Rennkalender des Jahres 2020 wurde das Rennen Teil der UCI ProSeries. Die Austragung des Jahres 2020 fiel allerdings infolge der COVID-19-Pandemie aus.
Bis 2018 war Ziel des Wettbewerbes Handzame in der Gemeinde Kortemark, Provinz Westflandern. Seit 2019 führt die Strecke von Bredene nach Koksijde.
Seit 2019 wird auch ein U23-Rennen veranstaltet. Dies findet unter dem Namen Youngster Coast Challenge statt. Das Rennen ist Teil der UCI Europe Tour und dort in der Kategorie 1.2U eingestuft.

## Palmarès
| Jahr | Sieger               | Zweiter              | Dritter          |          |
| ---- | -------------------- | -------------------- | ---------------- | -------- |
| 2011 | Steve Schets         | Kenny van Hummel     | Niko Eeckhout    |          |
| 2012 | Francesco Chicchi    | Marcel Kittel        | Adam Blythe      |          |
| 2013 | Kenny Dehaes         | Kenny van Hummel     | Danny van Poppel |          |
| 2014 | Luka Mezgec          | Theo Bos             | Edward Theuns    |          |
| 2015 | Gianni Meersman      | Antoine Demoitié     | Tiesj Benoot     |          |
| 2016 | Erik Baška           | Dylan Groenewegen    | Gianni Meersman  |          |
| 2017 | Kristoffer Halvorsen | Adam Blythe          | Kenny Dehaes     |          |
| 2018 | Álvaro Hodeg         | Kristoffer Halvorsen | Pascal Ackermann |          |
| 2019 | Pascal Ackermann     | Kristoffer Halvorsen | Álvaro Hodeg     |          |
| 2020 | abgesagt             | abgesagt             | abgesagt         | abgesagt |
| 2021 | Tim Merlier          | Mads Pedersen        | Florian Sénéchal |          |
| 2022 | Pascal Ackermann     | Hugo Hofstetter      | Tim Merlier      |          |
| 2023 | Gerben Thijssen      | Pascal Ackermann     | Sam Welsford     |          |
| 2024 | Luca Mozzato         | Dylan Groenewegen    | Gerben Thijssen  |          |
| 2025 | Edward Theuns        | Luke Lamperti        | Nils Eekhoff     |          |